# Jönköpings gamla flygfält
Jönköpings flygfält var ett kommunalt flygfält för kommersiell flygtrafik i Jönköping, som användes mellan 1935 och 1961. Det låg på sankmark mellan Munksjön och Rocksjön, ett par kilometer söder om stadens centrum. Där ligger numera industriområdena Gamla flygfältet och Ljungarum norra.
Flygfältet var ett gräsfält med oregelbunden form, från början 500 meter i nord-sydlig riktning och 600 meter i öst-västlig riktning. Hangaren var 34 x 18 meter stor och 5 meter hög och låg nära Kämpevägen, med infart strax söder om nuvarande Bangårdsgatan.
Det ersattes 1961 av Axamo flygplats, numera Jönköpings flygplats, sydväst om staden.

## Bakgrund
Som första flygfältet i Jönköping användes A 6 övningsfält i sydöstra utkanten av staden. Detta hade sedan 1911 abonnerats för flyguppvisningar. En första sådan ägde rum i maj 1913 med Jönköpings Roddsällskap som initiativtagare, där flygpionjären Hugo Sundstedt lockade ett stort antal åskådare. Fältet kom sedan att användas som flygfält för plan som behövde landa eller mellanlanda i Jönköping ända fram till invigningen av nya flygfältet 1935.

## Flygfältet
Stadsfullmäktige i Jönköping beslöt 1932 att anlägga ett flygfält vid Ljungarum i närheten av det för industritomter reserverade området öster om Munksjön och söder om Rocksjön. 
Området var myrmark och krävde omfattande utfyllnad med sand och grus, vilket fraktades dit på en tillfällig industribana. Bygget genomfördes som ett AK-arbete.
Flygfältet förstorades, bland annat åt sydväst 1947, så att den längsta banan (Rwy 04/22) blev 1.150 meter lång. Flygfältet fick då formen av en klotglödlampa med lamphuvudet åt nordost över Rocksjön.
Dessförinnan var de använda banorna på gräsfältet 640 meter respektive 700 meter.
För att öka säkerheten för nattpostflyget mellan Stockholm och kontinenten, fanns en flygfyr i närheten på Ekeberg fyra kilometer sydost om flygplatsen. Den var, liksom flygplatsen, en del av flygstambanan  Stockholm–Malmö.
 ()